# 李金英
李金英（1964年4月—），女，回族，河北沧州人，中华人民共和国政治人物，现任中国共产党第二十届中央纪律检查委员会委员，中央纪委国家监委驻中华全国总工会机关纪检监察组组长，中华全国总工会党组成员。